# Lijst van voetbalinterlands Chili - Ecuador (vrouwen)
Deze lijst van voetbalinterlands is een overzicht van alle officiële voetbalinterlands tussen de nationale vrouwenteams van Chili en Ecuador. De landen hebben tot nu toe negen keer tegen elkaar gespeeld.

## Wedstrijden
| № | Plaats        | Datum            | Competitie                 | Wedstrijd       | Uitslag |
| - | ------------- | ---------------- | -------------------------- | --------------- | ------- |
| 1 | Minas Gerais  | 12 januari 1995  | Sudamericano Femenino 1995 | Chili − Ecuador | 2 − 2   |
| 2 | Mar del Plata | 10 november 2006 | Sudamericano Femenino 2006 | Chili − Ecuador | 1 − 2   |
| 3 | Latacunga     | 4 november 2010  | Sudamericano Femenino 2010 | Ecuador − Chili | 1 − 2   |
| 4 | Viña del Mar  | 19 februari 2022 | Vriendschappelijk          | Chili − Ecuador | 3 − 1   |
| 5 | Santiago      | 22 februari 2022 | Vriendschappelijk          | Chili − Ecuador | 2 − 1   |
| 6 | Cali          | 14 juli 2022     | Copa América 2022          | Chili − Ecuador | 2 − 1   |
| 7 | Quito         | 12 oktober 2024  | Vriendschappelijk          | Ecuador − Chili | 1 − 1   |
| 8 | Quito         | 15 oktober 2024  | Vriendschappelijk          | Ecuador − Chili | 1 − 2   |
| 9 | Quito         | 21 juli 2025     | Copa América 2025          | Ecuador − Chili | 1 − 2   |

## Samenvatting
| Competitie                           | Totaal gespeeld | Winst Chili | Gelijk | Winst Ecuador | Doelsaldo Chili – Ecuador |
| ------------------------------------ | --------------- | ----------- | ------ | ------------- | ------------------------- |
| Sudamericano Femenino / Copa América | 5               | 3           | 1      | 1             | 9 − 7                     |
| Vriendschappelijk                    | 4               | 3           | 1      | 0             | 8 − 4                     |
| Totaal                               | 9               | 6           | 2      | 1             | 17 − 11                   |